# Jeffrey Louis
Jeffrey Louis, född 20 december 1994 i Houston, Texas, ofta benämnd Jeffro, är en amerikansk dansare specialiserad inom breakdance.

## Karriär
Louis tog silver i breaking vid World Games 2022 och silver vid de panamerikanska spelen året efter.